# Doin' the Uptown Lowdown
 (novembre 2022).
Clip vidéo
[vidéo] « Isham Jones - Doin' the Uptown Lowdown », sur YouTube
[vidéo] « Mildred Bailey - Doin' the Uptown Lowdown », sur YouTube
[vidéo] « Jive Me Remix Electro Swing - Doin' the Uptown Lowdown », sur YouTube
Doin' the Uptown Lowdown est un standard de jazz américain, écrit et composé par Mack Gordon (en) et Harry Revel, et enregistré par le big band jazz d'Isham Jones en single chez RCA Victor, et pour le film musical Broadway Through a Keyhole (Broadway à travers un trou de serrure) de la Twentieth Century Pictures de 1933,.

## Histoire

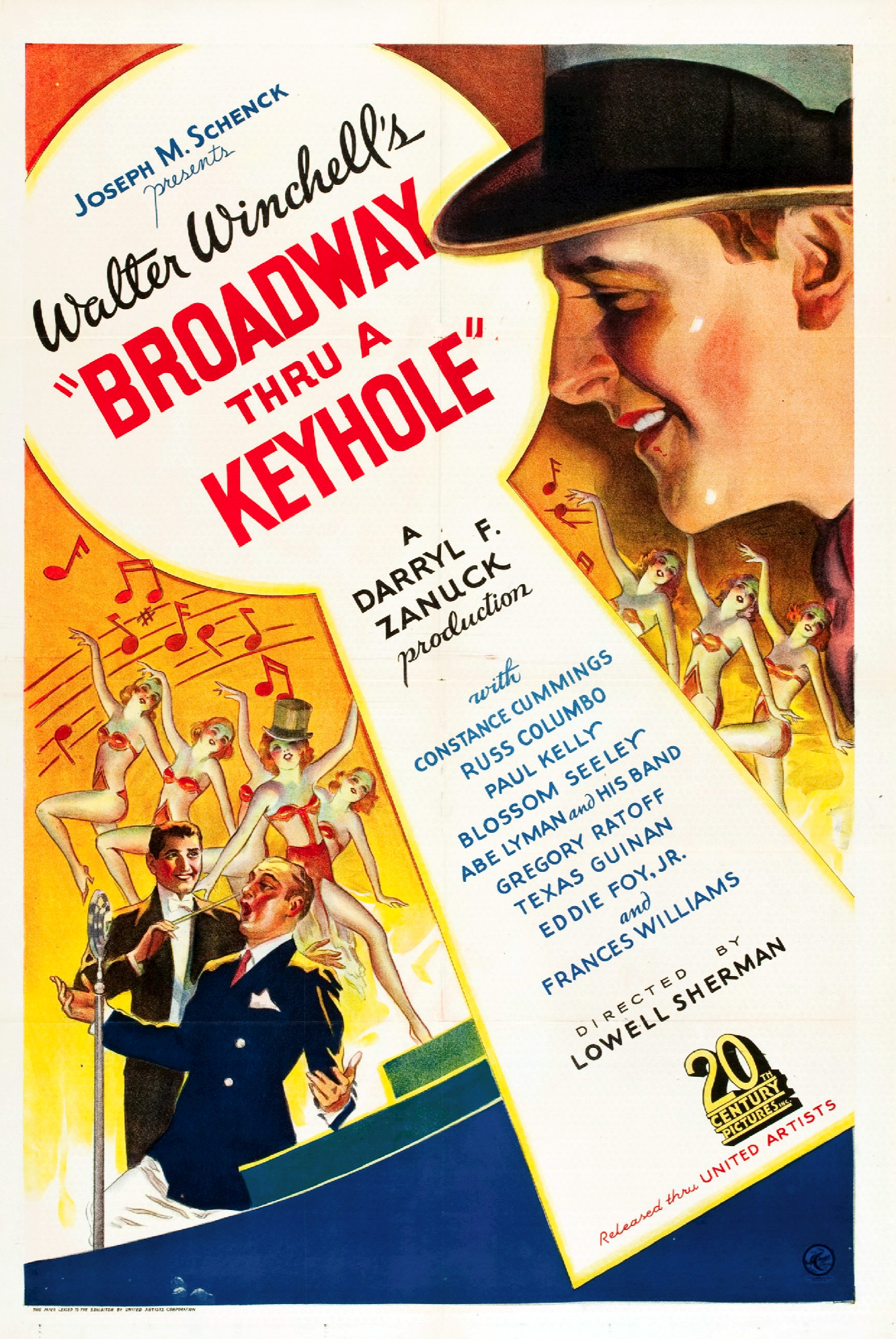
Affiche du film musical Broadway Through a Keyhole, d'Lowell Sherman (1933)

Isham Jones enregistre ce titre de swing-jazz sur le thème du monde du spectacle des comédies musicales de Broadway de Manhattan à New York, en single en 1933, avec la voix de Joe Martin,,.

## Reprises et adaptations
Ce standard de jazz des années 1930 est repris par de nombreux interprètes, dont Mildred Bailey, Ella Logan (en), Johnny Mercer, Harry Roy, Ted Weems (en), Joe Venuti..., et en version electro swing par Jive Me...

## Cinéma, musique de film
- 1933 : Broadway Through a Keyhole, de Lowell Sherman[8].

## Jeux vidéo
- 2018 : Fallout 76, 6e opus de la série Fallout.